# Pluto (Marschflugkörper)
Pluto war die Bezeichnung für das US-amerikanische Forschungsprogramm zu einem Marschflugkörper mit nuklearem Staustrahltriebwerk und nuklearem Sprengkopf. Das Projekt der SLAM (Supersonic Low Altitude Missile) begann 1957 und endete 1964.
Der Name Pluto bezieht sich auf den römischen Gott der Unterwelt und des Totenreiches.

## Hintergrund
Der Pluto-Marschflugkörper stand am Ende des NEPA-(Nuclear Energy for Propulsion of Aircraft)-Projekts der US-Luftwaffe, einen nuklearbetriebenen Bomber zu bauen, der mit weltweiter Reichweite Monate in der Luft bleiben konnte. Probleme ergaben sich dabei vor allem durch das zusätzliche Gewicht der Abschirmung und des Reaktors, welcher das Triebwerk durch einen sekundären Kreislauf antreiben sollte. Ein unbemannter Flugkörper konnte leichter gebaut werden, da man wegen der fehlenden Besatzung auf eine Abschirmung verzichten konnte. Außerdem war ein Sekundärkreislauf zur Regelung des Schubs nicht notwendig.
Die Idee hinter Pluto war, dass ein Kernreaktor über längere Zeit hohe Energiemengen bereitstellen sollte, um den Marschflugkörper im Tiefflug mit einer Geschwindigkeit von Mach 3 mit einer Reichweite von mehr als 20.000 km fliegen zu lassen, wobei er das gegnerische Radar unterfliegen würde. Eine Abwehr wäre nahezu unmöglich gewesen.

## Konzept
Im November 1955 beauftragte das Office of Strategic Development die Atomic Energy Commission, die Machbarkeit des Konzepts zu prüfen. Es wurde jedoch nie ein formaler Bedarf ("System Requirement") durch die Air Force oder das Department of Defense formuliert, was später als eines der Hauptargumente angeführt wurde, das Projekt einzustellen.
Die früheren NEPA-Forschungen an Triebwerken, die durchströmende Luft direkt durch einen Kernreaktor zu erhitzen, erwiesen sich nun als brauchbar. Das Konzept eines nuklearen Staustrahltriebwerks erschien vielversprechend, da keine beweglichen Teile notwendig würden, die verschleißen konnten. Damit könnte der Atomreaktor lange Zeit hohe Energiemengen liefern und eine theoretisch unbegrenzte Reichweite ermöglichen. In der Praxis sollte Pluto eine Reichweite von 11.000 nautischen Meilen bei einer maximalen Flugdauer von 10 Stunden, davon 2–3 Stunden in geringer Flughöhe von 500–1000 Fuß erreichen. Eine Landung oder Wiederverwendung war nicht vorgesehen, vielmehr sollte Pluto nach dem Abwurf der Bombenlast über den Zielen weiterkreisen, bis er durch Materialermüdung abgestürzt wäre.
Da ein Staustrahltriebwerk keinen Startschub erzeugt, sollte der Start durch drei konventionelle Boosterraketen erfolgen, die nach 30 Sekunden bei genügender Geschwindigkeit und einer Höhe von 35.000 Fuß (10.660 m) abgeworfen würden. Dann sollte Pluto mit dem atomaren Staustrahltriebwerk ins Zielgebiet fliegen.
Statt Tragflächen war bei der hohen Geschwindigkeit lediglich ein dreiblättriges Leitwerk vorgesehen. Wegen der enormen aerodynamischen Belastungen musste die Zelle ganz neu ausgelegt und dafür neue Werkstoffe entwickelt werden.

## Wirkung
Die bei Mach 3 im Tiefflug entstehende Druckwelle kann mit 162 dB Schalldruckpegel Fensterscheiben und Trommelfelle schädigen. Weiterhin hätte Pluto im Flug nicht nur seine Umgebung aufgrund fehlender Abschirmung des Reaktors mit starker Neutronen- und Gammastrahlung bestrahlt, sondern auch die Luft, welche das Triebwerk passierte, mit Radioisotopen kontaminiert. Aufgrund der Geschwindigkeit und atmosphärischer Verdünnung wäre das Maß der Kontamination entlang des Flugpfades allerdings mäßig gewesen.
Als eigentliche Bewaffnung waren sechzehn Wasserstoffbomben von je einer Megatonne TNT Sprengkraft vorgesehen, die entlang des programmierten Flugpfades über verschiedenen Zielen abgeworfen werden sollten.

## Entwicklung

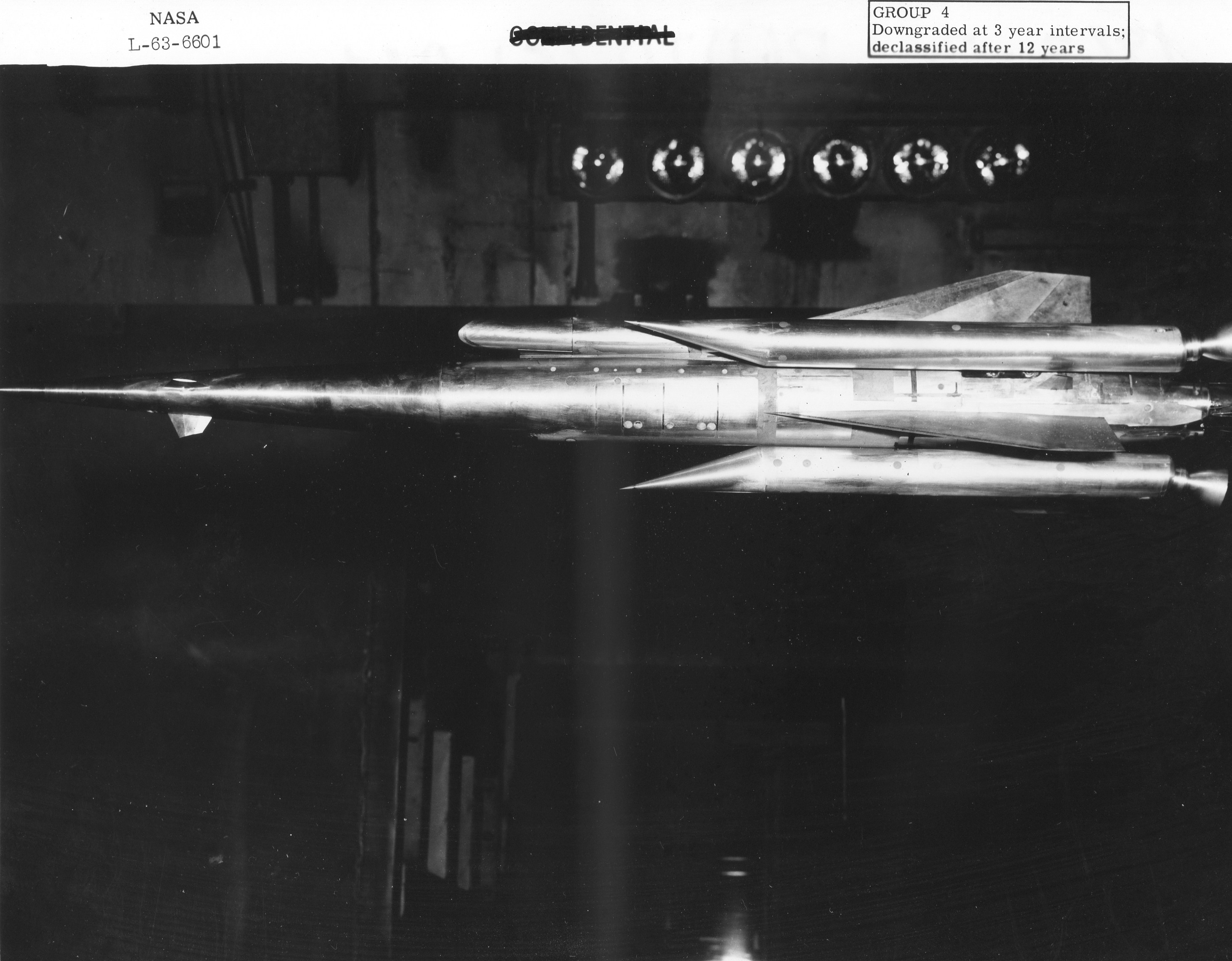
Windkanal-Modell des Pluto-Marschflugkörpers mit Startboostern

Die Entwicklung begann 1957 am Lawrence Livermore National Laboratory in Kalifornien. Hier wurde auch der Reaktor entwickelt und produziert, während die Zelle von der Flugzeugfirma Vought zugeliefert werden sollte.
Die Konstruktion erwies sich als Gratwanderung in den Bereichen Aerodynamik, Thermodynamik und Metallurgie und verlangte die Entwicklung neuer Technologien in verschiedenen Bereichen. Dazu war das Projekt mit einem großzügigen Budget ausgestattet, zuletzt arbeiteten 180 festangestellte Ingenieure an der SLAM.
Wegen der fehlenden Abschirmung musste ein spezielles Testgelände in der Wüste von Nevada eingerichtet werden. Die Testflüge sollten später über dem Pazifik stattfinden, wo bereits Atombombentests durchgeführt worden waren und die zusätzliche Kontamination somit akzeptabel erschien.

### Navigation
Eine erste Herausforderung bestand darin, die für Navigation und Steuerung notwendige Elektronik zu entwickeln, die bei der hohen Radioaktivität noch arbeitete; eine Fernsteuerung kam wegen der Störanfälligkeit nicht in Frage. Für die Navigation auf die große Entfernung schienen inertiale Navigationssysteme prinzipiell geeignet, für Pluto mussten diese aber gegen die Strahlung „gehärtet“ und durch gasdynamische Lager präziser gemacht werden. Daneben wurde ein ergänzendes System entwickelt, um im Zielgebiet die für den Abwurf mehrerer H-Bomben notwendige Genauigkeit zu erreichen: Die Bilder einer Videokamera wurden dabei mit vorher abgespeicherten Gelände-Kontur-Daten im Flug abgeglichen. Nach ausgiebigen Tests erreichte das Fingerprint genannte System die geforderte Zuverlässigkeit. Als TERCOM (Terrain Contour Matching) wird es bis heute in Marschflugkörpern eingesetzt.

### Zelle
Für die Steuerung waren pneumatische Motoren zu konstruieren, die in weißglühendem Zustand noch funktionierten. Die hohe Geschwindigkeit stellte auch neue Anforderungen an Struktur und Werkstoffe der Zelle. Nach Berechnungen der Ingenieure hätte der aerodynamische Druck um das Fünf- bis Achtfache höher als bei dem Überschall-Experimentalflugzeug X-15 gelegen. Die Geschwindigkeit von Mach 3 wurde 1962 auch von einer A-12 Oxcart erzielt, auch hier waren neue Werkstoffe und Techniken wie Flüssigkeitskühlung der Zelle entwickelt worden, obwohl das Flugzeug diese Geschwindigkeit nur in der dünnen Luft in 20 km Höhe erzielte – und nicht in Bodennähe wie Pluto.

### Triebwerk

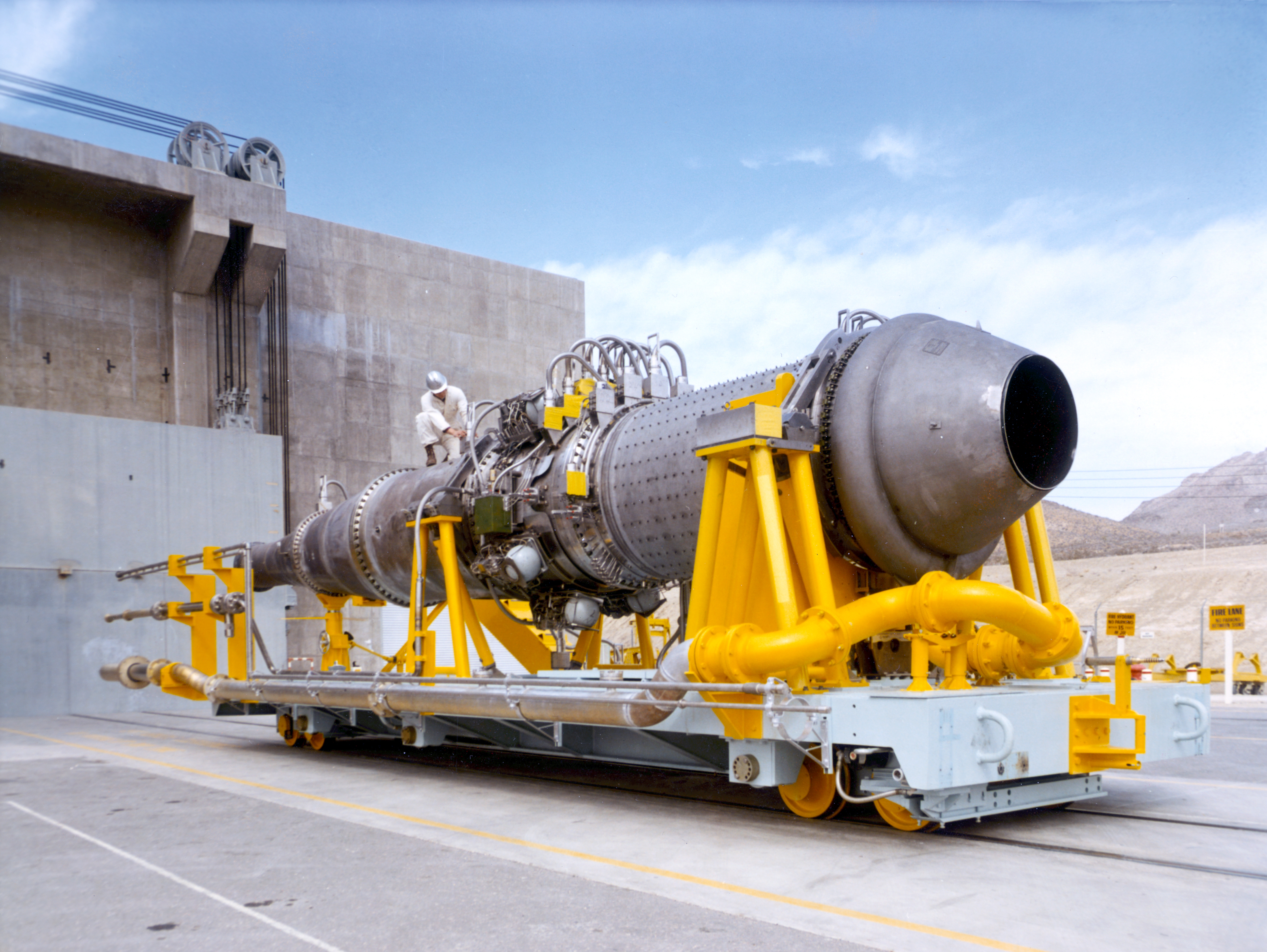
Tory-IIC-Triebwerk auf der Nevada Test Site vor dem erfolgreichen Test 1955 (obenauf die Techniker in weißen Schutzanzügen)

Die Triebwerktests verlangten enormen Aufwand, da man einen schnellen Luftstrom brauchte, der aus den obengenannten Gründen aber nicht im Flug getestet werden konnte. Daher zog man von Livermore zur Nevada Test Site um, wo auf 21 km² spezielle Anlagen errichtet wurden: Neben 10 km Straßen und einem Fabrikationskomplex wurden 40 km Öl-Pipeline verlegt, die zur Speicherung von 450 t komprimierter Luft notwendig waren. Die Luft wurde auf 500 °C erhitzt und mit einem Druck von 22 bar in den Windkanal geleitet – nur so konnte das Staustrahltriebwerk am Boden getestet werden, da ein passender Turbinen-getriebener Windkanal damals – und bis heute – nicht existierte.
Das „Tory“ genannte Triebwerk musste 1600 °C standhalten. Der Reaktor hatte eine Länge von 163 cm und einen Durchmesser von 145 cm, er war mit 59,9 kg angereichertem Uran bestückt. Die technische Gratwanderung zeigt sich etwa darin, dass einige Stoffe nur 84 K unter ihrer Zündtemperatur betrieben wurden. Daneben wurden spezielle Keramikwerkstoffe entwickelt. Für den Reaktor waren 465.000 bleistiftgroße, röhrenförmige Brennelemente hochpräzise zu fertigen. Sie wurden zu 27.000 Röhren zusammengesetzt, in denen sich die durchströmende Luft erhitzte.
Am 14. Mai 1961 lief das weltweit erste, auf ein Eisenbahngestell montierte nukleare Staustrahltriebwerk „Tory-IIA“ erstmals für einige Sekunden. Drei Jahre später brannte das weiterentwickelte „Tory-IIC“ 292 Sekunden lang mit der vollen Leistung von 513 MW und einem Schub von über 156 kN. Dies entspricht dem Schub eines Pratt & Whitney J58 Triebwerks, das bei der Mach3-schnellen Lockheed SR-71 eingesetzt wurde – jedoch ohne dessen Treibstoff-Verbrauch.

## Projektabbruch
Trotz dieses erfolgreichen Tests wurde am 1. Juli 1964, sechseinhalb Jahre nach dem Beginn, das „Projekt Pluto“ endgültig gestoppt. Für die weitere Entwicklung wären Flugtests notwendig gewesen. Die dafür veranschlagten Kosten von bis zu 500 Mio. US-Dollar hätten von der Air Force allein getragen werden müssen. Nicht zuletzt aufgrund des nicht vorhandenen „System Requirements“ wurden diese Mittel vom Kongress nicht bewilligt. Das Verteidigungsministerium beschloss, nur noch auf Interkontinentalraketen zu setzen, die damals bereits seit einigen Jahren im Einsatz waren, ihr Ziel schneller erreichen konnten und keine radioaktive Belastung im Flug und bei Tests erzeugten.